# 桶伏せ
桶伏せ（おけぶせ）は、江戸、吉原などで、揚げ代を支払うことができない遊客に対して行われた私刑である。客に、小さな窓を開けた風呂桶をかぶせ、路上にさらし者にした。

## 概略
「あづま物語」寛永15年版に、「やかれつつかねのあるほどとられんぼ後はかならず桶伏せとしれ」とある。支払えない客のみならず、遊女の密夫にも行われた。
元吉原から新吉原に持ち越して行われたが、元禄ころには行われなくなった。それでも川柳などには、「桶伏はさかさにふるひ取つた上」「伴頭が来て桶伏ののびをさせ」「桶伏は元手の入つた恥をかき」などとよまれた。
江戸のみならず京、大坂はじめ諸所の遊廓で行われ、「色道大鑑」「江戸名所記」「吉原伊勢物語」「吉原失墜」「浮世物語」「世間親容気」「大きに御世話」「大阪市史」などの諸書に言及がある。